# Bajrići (Bihać)
Bajrići är en ort i Bosnien och Hercegovina. Den ligger i entiteten Federationen Bosnien och Hercegovina, i den nordvästra delen av landet, 220 kilometer nordväst om huvudstaden Sarajevo. Bajrići ligger 344 meter över havet och antalet invånare är 542.
Terrängen runt Bajrići är kuperad åt sydost, men åt nordväst är den platt. Terrängen runt Bajrići sluttar österut. Runt Bajrići är det ganska tätbefolkat, med 93 invånare per kvadratkilometer.. Närmaste större samhälle är Bihać, 19,5 kilometer sydväst om Bajrići.
I omgivningarna runt Bajrići växer i huvudsak lövfällande lövskog.